# 日本キンボールスポーツ連盟
一般社団法人日本キンボールスポーツ連盟（にほんきんぼーるすぽーつれんめい、英:JAPAN KIN-BALL sport FEDERATION
）は、大阪府大阪市に本部を置く、日本の一般社団法人。

## 概要
日本におけるキンボール競技を統括し、キンボールの普及やキンボールスポーツジャパンオープン・チャンピオンズカップの開催を通じて、レクリエーション競技等を促進するために活動する国内競技連盟。公益財団法人日本レクリエーション協会及び国際キンボールスポーツ連盟に加盟している。

## 沿革
- 1998年 - フレンドリー情報センターの協力で国際キンボール日本事務局発足
- 1999年 - 日本キンボール連盟と改称
- 2003年 - 日本レクリエーション協会に加盟
- 2010年 - 日本キンボールスポーツ連盟と改称し、社団法人化

## 事業内容
全国各地でキンボールスポーツ講習会を開催するとともに、全国大会、全国交流大会の開催、公式ガイドブック「500万人のキンボール」の発行、競技紹介用パンフレットの頒布などを行っている。また、キンボールスポーツ・リーダー及びキンボールスポーツ・マスターの認定（資格取得講習会）、レフリー（A級、B級、C級）の技術向上に向けての指導などを実施している。。

## 主要大会
- キンボールスポーツジャパンオープン・フレンドリーカップ（全国交流大会）
- キンボールスポーツジャパンオープン・チャンピオンズカップ（全国大会）
- キンボールスポーツ講習会（資格取得講習会）

## 加盟団体
- 北海道キンボールスポーツ連盟など47都道府県の内、32のキンボール連盟が組織されている。[2]。